# 瑞金中央革命根据地纪念馆

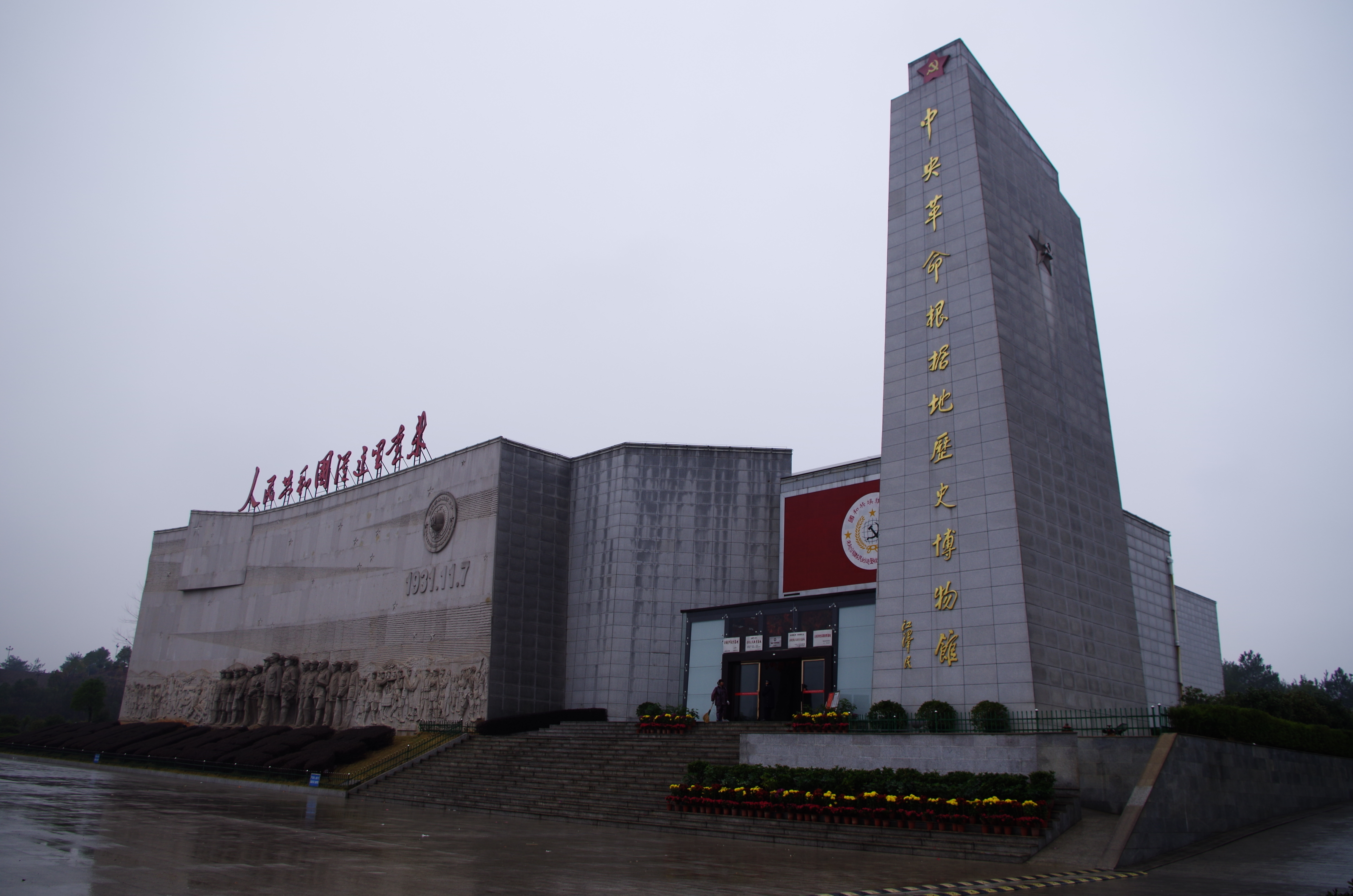

瑞金中央革命根据地纪念馆又称中央革命根据地历史博物馆，位于江西省瑞金市象湖镇，是为纪念中央革命根据地和红一方面军，以及中华苏维埃共和国建立而设立的革命类纪念馆。行政上为瑞金市人民政府直属副处级事业单位。同时，管辖瑞金市的革命旧居、旧址126处。

## 历史
1953年开始筹建瑞金革命纪念馆。1958年，正式开馆。1994年，更名为“瑞金中央革命根据地纪念馆”。是中国首批百个爱国主义教育示范基地之一、全国青少年教育基地、全国中小学爱国主义教育基地。
2004年，进行改扩建。2007年竣工，免费对外开放。同年10月，前最高领导人江泽民题写馆名“中央革命根据地历史博物馆”。2008年，评为首批国家一级博物馆。此外，是全国中小学生研学实践教育基地、全国关心下一代党史国史教育基地、全国红色旅游经典景区、江西高校红色育人实践基地等。2015年7月，以“共和国摇篮旅游区”之名评为国家5A级景区，2018年，国家文物局评为“全国文物系统先进集体”。

## 建筑
纪念馆占地面积68亩，建筑面积1.01万平方米。主展区为《人民共和国从这里走来》陈列馆。主体建筑造型如一面迎风招展的旗帜。建筑顶部有“人民共和国从这里走来”10个红色大字。右侧是高31.117米的旗杆造型建筑，寓意中华苏维埃共和国成立于1931年11月7日。馆藏文物1万多件，其中一级藏品148件，二级藏品365件，三级藏品621件。
纪念馆除主展区外，下辖中华苏维埃纪念园、叶坪革命旧址群、红井革命旧址群、二苏大旧址群、中共中央政治局 中革军委旧址群、云石山革命旧址群等红色旅游景点。管辖的126处瑞金革命旧居、旧址，包括全国重点文物保护单位36处，省级文物保护单位22处，县（市）级文物保护单位25处。